# Grisélidis Réal
Grisélidis Marcelle Réal, född 11 augusti 1929 i Lausanne, död 31 maj 2005 i Genève, var en schweizisk författare, bildkonstnär och prostituerad. Hon var även känd som aktivist för sexarbetares rättigheter.
1982 medverkade hon till grundadet av organisationen Aspasie, och hon byggde senare upp ett dokumentationscentrum kring prostitution och sexarbete. 1974 publicerades hennes debutroman inspirerad av hennes liv och erfarenheter, senare följd av ytterligare ett antal böcker. Hennes bildkonst har bland annat ställts ut i Schweiz och Belgien.

## Biografi

### Bakgrund
Réal föddes i Lausanne, i en familj av lärare. På grund av faderns arbete tillbringade hon sin barndom i Alexandria och därefter i Aten. När familjen orosåret 1939 återvänt hem till det neutrala Schweiz studerade hon konst i Zürich, varefter hon bland annat arbetade som konstmodell. 1949 flyttade hon till Genève, med sitt universitetsdiplom i dekoration från konsthantverksutbildningen i Zürich. Hon umgicks i Genèves konstkretsar och ägnade sig främst åt sidenmåleri. 1952 ställdes hennes textilkonst ut i Lausanne.
Under 1950-talet framfödde Réal fyra barn. Hon gifte sig och skilde sig därefter, och i en miljö där hon hade svårt att försörja sig förlorade hon vårdnaden över sina barn. Därefter fattade Réal ett antal livsavgörande beslut. 1960 flyttade hon till Tyskland med två av sina barn och sin älskare  (en av konstnärerna hon stått modell för).

### 1960-talet
Hon bodde i en husvagn, tillsammans med en romsk familj, då hon 1961 tackade ja till ett förslag från en passerande bilist för att kunna skaffa mat till familjen. Detta ledde till att hon mellan 1961 och 1963 livnärde sig på prostitution, samtidigt som hon kom att identifiera sig med den "zigenska" livsstilen. När hon väl passerat gränsen att sälja sex utvecklades hennes fortsatta sexarbete till ett mer aktivt val.
Denna första period i sexbranschen avslutades 1963, i samband med en rättslig dom för försäljning av cannabis. Därefter följde sju månader på kvinnofängelse i München, en tid som hon bland annat nyttjade till att författa en dagbok som senare givits ut i bokform (som Suis-je encore vivante?, 2008).
Efter fängelsevistelsen utvisades Réal från Tyskland, och trots en utställning och viss försäljning räckte inte hennes konstarbeten som en stabil försörjningsmetod. Därför fortsatte hon att sälja sex då och då när kassan sinade. Prostitution var då sedan 1942 legaliserad och reglementerad; 1992 avkriminaliserades i Schweiz både frivillig prostitution och frivilligt koppleri som inte är kopplade till människohandel eller involverar minderåriga.

### Aktivism och dokumentation
Under 1970-talet växte Réals engagemang för sexarbetares rättigheter. Särskilt framträdande i rörelsen var hon 1975 i samband med ockupationen av Chapelle Saint-Bernard i Paris, vilken väckte stor uppmärksamhet i och utanför Frankrike. I den franskspråkiga världen blev Réal känd som en frispråkig röst för sexarbetare, en feminist och en av de första som lyfte möjligheten att fritt välja att ägna sig åt sexarbete. Hon definierade sig därmed som en "revolutionär [alternativt anarkistisk] hora" och kurtisan, och hon har beskrivit prostitution som "en konst och en humanistisk vetenskap".
Réal hjälpte till att 1982 starta Aspasie, en schweizisk organisation för sexarbetares rättigheter. I sin lilla lägenhet i Genève skapade hon senare ett internationellt dokumentationscenter kring prostitution, vilket hon därefter byggde vidare på under resten av hennes liv. Arkiven finns sedan 2008 samlade i Centre Grisélidis Réal i Genéve.
Réal höll en medvetet hög profil i staden Genéve och var även aktiv inom partipolitiken. 2001 ställde hon upp som kandidat till stadsfullmäktige, för partiet Action citoyenne ('Medborgarinitiativ').

### Andra aktiviteter
Réals yrkesval och aktivism gjorde att hon ofta var frånvarande som förälder, något som påpekats i en dokumentärfilm om henne presenterad 2017. Réals barn har i vuxen ålder kommit att ägna sig åt konst, underhållning eller socialt arbete. Réals fetischistiska syn på svart manlig sexualitet har också väckt uppseende.
1970 började Réal mer regelbundet ägna sig åt skrivande. Fyra år senare publicerades Le Noir est une couleur, en roman som hämtade inspiration från Réals eget liv. Berättelsen har sagts ha en mörkt poetisk ton, präglad av hennes egna livserfarenheter. Bland hennes senare böcker finns Carnet de bal d’une courtisane (om hennes erfarenheter med kunderna, publicerad 2005) och La Passe imaginaire (korrespondens med författaren Jean-Luc Hennig). Hennes dikter skrivna från 13 års ålder publicerades 2023 i samlingsvolymen Chair vive.
Réals verksamhet som bildkonstnär har även senare fått uppmärksamhet. 2016 visades en retrospektiv utställning över hennes verk i Lausanne, kompletterad av en stor utställningskatalog. 2023 ingick verk av Réal i den kollektiva utställningen Eye Dust i Bryssel.

### Sista tid, död och efterspel
1995 pensionerade hon sig från arbetet som sexarbetare, vid en ålder av 66 år. Tio år senare avled hon av cancer i Genève, och i sitt testamente önskade hon att få bli begraven på Cimetière des Rois.
| Réals grav 2012 respektive 2019. |  | Réals grav 2012 respektive 2019. |
| Réals grav 2012 respektive 2019. |  |                                  |

Det dröjde dock innan Réals testamentsvilja kunde förverkligas. Våren 2009 beslutade staden dock om hennes återbegravning på den kända kyrkogården i Genève. Vid jordfästningen året efter närvarande 200 personer, inklusive lokala politiker, representanter från kultursektorn och schweiziska sexarbetare. Länge stod graven dock utan en permanent gravvård.
Réals grav på des Rois kom till efter en häftig debatt där inte alla såg Grisélidis Réal som en viktig del av staden Genèves historia. Staden Genève tvekade länge om lämpligheten att begrava en person känd för prostitution i närheten av gravarna till en mängd kända personer (inklusive Ernest Ansermet, Jean Calvin (15 eller 30 meter bort), Jorge Luis Borges, Alberto Ginastera, Frank Martin, Jean Piaget och Alice Rivaz). Man hänvisade i sitt beslut dock inte till Réals yrke utan till hennes humanistiska aktivism, och endast tre kommunalfullmäktigeledamöter röstade emot det kommunala beslutet.
2015 bestämde sig kommunen slutligen, trots kritik från vissa håll, att resa en gravsten över Réal. Gravplakettens text lyder: "GRISELIDIS REAL • Ecrivain - Peintre - Prostituee • 1929 - 2005". Den cirkelrunda gravstenen, utformad av skulptören Jo Fontaine, innefattar en central cirkel med en stiliserad central del av en kvinnas kropp. Fontaine har även i övrigt arbetat mycket med cirklar i sin skulpturkonst.

## Réal i kulturen
Ett antal verk har ägnats Réals konst, författarskap, aktivism och/eller livsöde, och hon omnämns i ett antal böcker om feminism. I samband med hennes (om)begravning 2010 på Cimetière des Rois omnämndes hon som en viktig röst i de romandiska litteraturen 2017 presenterades Belle de nuit, en dokumentärfilm producerad av den belgiska filmskaparen Marie-Ève de Grave, på olika filmfestivaler. Filmen inkluderar de Graves intervju med Réal kort före hennes död. 2016 satte Coraly Zahonero, medlem av Comédie-Française upp teaterpjäsen Grisélidis i samband med teaterfestivalen i Avignon.
2019 blev Réal del av en kulturkampanj betitlad 100elles. Där sattes tillfälligt upp hundra gatuskyltar runt om i Genève, på gator som fått namn efter män men som nu kompletterats med gatuskyltar med namngivning efter kvinnor. Detta innebar bland annat att Boulevard de Saint-Georges (med namn efter Sankt Göran och löpandes söder om Cimetière des Rois) tillfälligt gavs namnet Boulevard Grisélidis-Réal. Vid två tillfällen (2020 och 2022) har försök att döpa en gata i Genève i hennes namn stoppats på grund av motstånd från boende i området.

### Böcker om Réal
(Nedanstående verklistningar har text på franska, om ej annat nämns.)
- Hennig, Jean-Luc; Reines, Ariana. The little black book of Grisélidis Réal : days and nights of an anarchist whore. Semiotext(e), Los Angeles 2009. ISBN 9781584350781 (engelska)
- Hennig, Jean-Luc. Grisélidis, courtisane. Verticales, Paris 2011. ISBN 9782070135400
- Kermabon, Geneviève de. Sous ma peau, le manège du désir : à partir d'interviews d'anonymes sur le désir amoureux et de trois emprunts à Grisélidis Réal ; suivi de Désirs. L'Harmattan : Lucerne / Paris, 2012. ISBN 9782296966505
- Zouyene, Jehane. Grisélidis Réal, peintre catalogue raisonné, Humus éditions, Lausanne 2016. ISBN 9782940127818 (utställningskatalog)
- Casanova, Angèle. Renard et breloques : pour Grisélidis Réal.  Éditions du Carnet d'or, Pantin 2021. ISBN  9782493696014
- Zouyene, Jehane. Travailler, lutter, diffuser : Archives militantes du Centre Grisélidis Réal de documentation internationale sur la prostitution. Les Presses du réel, Dijon 2022. ISBN 9782378963224
- Huston, Nancy. Reine du réel : lettre à Grisélidis Réal. NiL, Paris 2022. ISBN 9782378911089
- Dubosson, Fabien. Grisélidis Réal. Schweizerisches Literaturarchiv, Bern 2022. ISBN 9782051029186

### Video
- Grave, Marie-Ève de; Rodriguez, Jorge-Piquer (fotograf). Belle de nuit : Griselidis Réal : autoportraits. L'Harmattan vidéo, Paris 2018. ISBN 9782336316666

### Andra medier
- Yagos Koliopanos (24 juni 2015). ”« Prostitution et littérature : l'œuvre subversive de Grisélidis Réal », Master 2, Théorie des arts et du langage, sous la direction d'Annick Louis, École des Hautes Études en Sciences Sociales” (på franska). Genre & Histoire. https://journals.openedition.org/genrehistoire/2099. Läst 19 juli 2025.
- Schweizer, Marianne. Centre Grisélidis Réal Documentation internationale sur la prostitution. Lausanne 2010. (doktorsavhandling)
- Bottarelli, Alice (2022). ”(Re)Lire Grisélidis Réal”. Revue critique de fixxion française contemporaine (24). doi:10.4000/fixxion.2494. ISSN 2033-7019. http://journals.openedition.org/fixxion/2494. Läst 19 juli 2025.

## Galleri

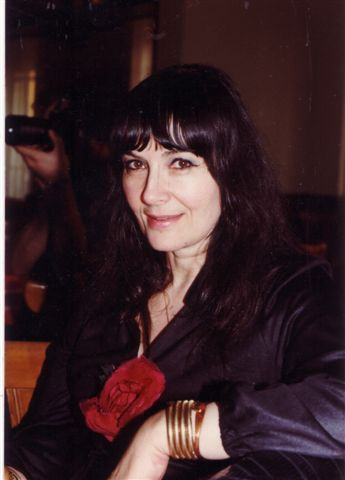
Grisélidis Réal på kafé i Genève, 1980-talet.
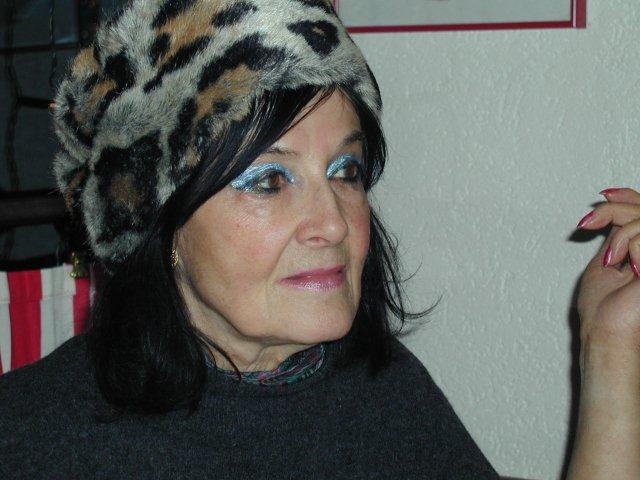
Grisélidis Réal, 2003.
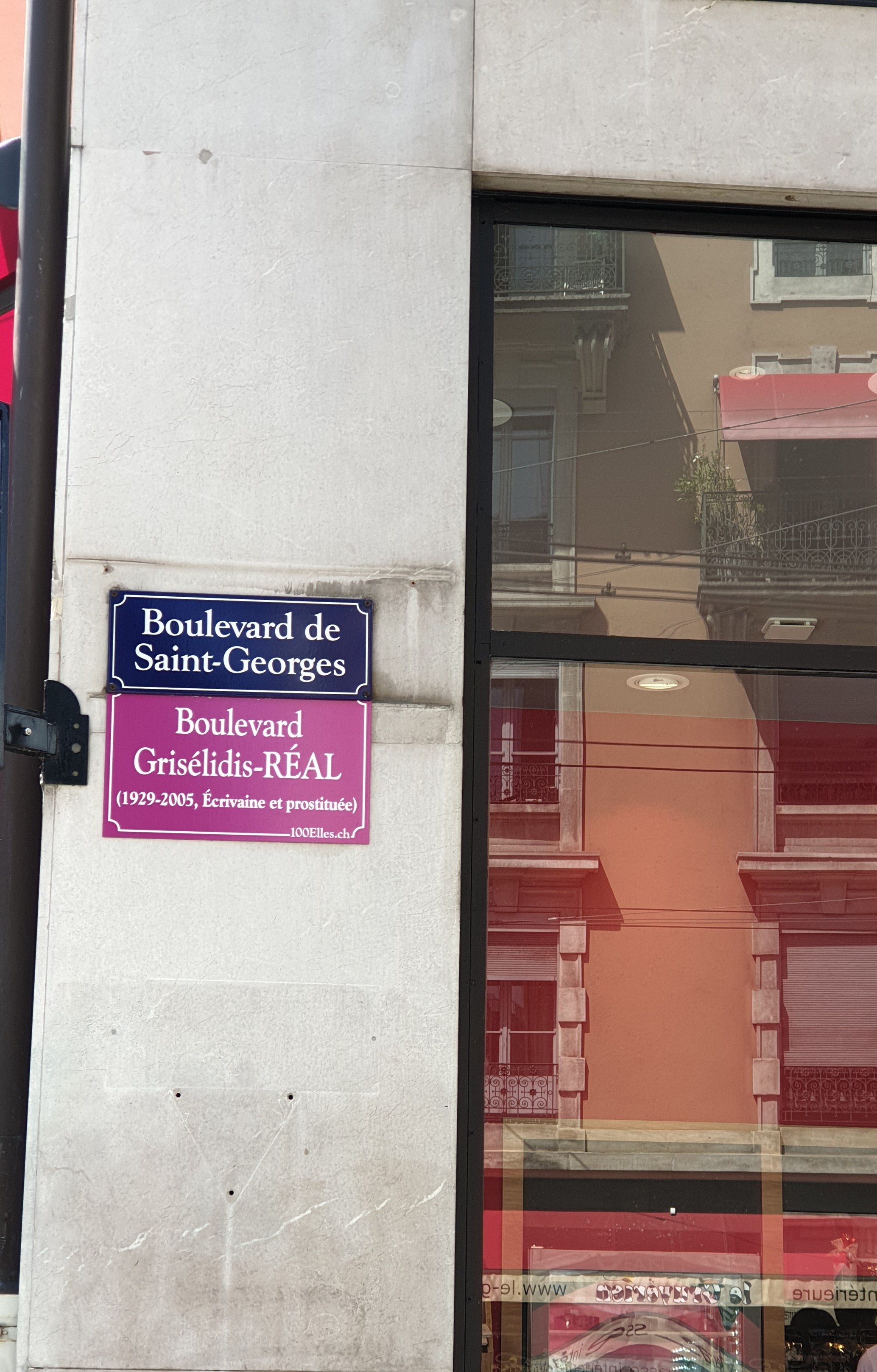
Tillfällig gatuskylt i Genève, under projektet 100elles 2019.